# Лебедев, Александр Иванович (актёр)
Алекса́ндр Ива́нович Ле́бедев (26 декабря 1930, Воскресенск, Московская область, РСФСР, СССР — 2 сентября 2012, Москва, Россия) — советский и российский актёр театра и кино. Мастер эпизода (один из самых снимаемых актеров советского и российского кино; более 160 фильмов).Но не отмеченный наградами и званиями.

## Биография
Родился 26 декабря 1930 года в Воскресенске (Московская область). Жили Лебедевы в деревне Кривякино (ныне улица Куйбышева, дом 65). Учился в школе № 2, занимался в драматическом кружке при клубе химкомбината. 
В 1953 году окончил ГИТИС имени А. В. Луначарского (курс О. И. Пыжовой). В этом же году начал работать в Центральном Детском Театре.
В 1954—1955 годах — актёр Московского областного Театра юного зрителя. Состоял в штате киностудии «Мосфильм» и Театра-студии киноактёра.
Начал сниматься в кино с 1954 года. Дебютом стала роль матроса в фильме М. К. Калатозова «Верные друзья».
Снялся более чем в ста шестидесяти фильмах. Как правило, был занят на вторых ролях. Его заслуженно назвали мастером эпизода. Ещё в 75-летнем возрасте Лебедев играл в сериалах. А потом его стали сильно подводить ноги. Он переживал, что не может работать. 
С 1994 по 1998 гг. — актёр Русского Духовного театра «ГЛАС». Сыграл главную роль в спектакле «Живы будем — не помрём» по рассказам В. М. Шукшина. Во время премьеры спектакля на сцене случился микроинсульт.
А. И. Лебедев умер предположительно 2 сентября 2012 года, так как дочь артиста Тамара Александровна вызвала скорую не сразу и, когда подъехали санитары, она уже передумала пускать их в квартиру. Пришлось вызывать полицию. Тамара Александровна отказывалась отдавать тело отца. Оказалось, что у женщины серьёзное расстройство психики. Полицейские, взломав дверь в квартиру, увезли тело Александра Лебедева в морг, где оно и пролежало почти четыре недели. Позже супруга артиста, Анна Петровна, также не могла похоронить мужа — она уже давно была прикована к постели тяжёлым недугом. Похоронен А. И. Лебедев в колумбарии Домодедовского кладбища.

## Семья
Отец — Иван Александрович Лебедев, 1905 года рождения, пропал без вести на войне. 
Мать — Домна Никитична Лебедева, работала подсобницей на Воскресенском кирпичном заводе, одна воспитывала троих детей. 
Супруга (с 1955 по 2012) — Анна Петровна Лебедева (1935—2012), к искусству отношения не имела, работала на заводе. Пережила мужа на два месяца. Оба похоронены на Домодедовском кладбище Москвы.
- Дочь — Тамара Александровна Лебедева (род. 1956), бухгалтер.

## Фильмография
1. 1954 — Верные друзья — весёлый матрос с «Ермака»
2. 1954 — Шведская спичка — лавочник
3. 1955 — Судьба барабанщика — Юрка Ковякин, дворовая шпана
4. 1955 — Море зовёт — Васёк, рыбак
5. 1955 — Крушение эмирата — красноармеец (нет в титрах)
6. 1956 — Безумный день
7. 1956 — Поэт — зритель на вечере поэзии
8. 1956 — Павел Корчагин — Николай Окунев
9. 1956 — Драгоценный подарок — Петя Сидоренко, сын
10. 1956 — Две жизни (Сёстры) — колхозник-гармонист, участник самодеятельности (нет в титрах)
11. 1957 — Шторм — комсомолец
12. 1957 — Случай на шахте восемь — Казюлин
13. 1957 — Поединок — Хлебников
14. 1957 — Как поймали Семагу (к/м) — оборванец
15. 1957 — К Чёрному морю — курсант автошколы
16. 1957 — Борец и клоун — паренёк в магазине (нет в титрах)
17. 1958 — Улица молодости — Коля, строитель
18. 1958 — У тихой пристани — рабочий (нет в титрах)
19. 1958 — По ту сторону — анархист (нет в титрах)
20. 1958 — Киевлянка — Шура, сын Якова
21. 1959 — Соната Бетховена (к/м) — Федька
22. 1959 — Солнце светит всем — Саша Архипов
23. 1959 — Мечты сбываются — Веретюк, молодой рабочий (нет в титрах)
24. 1959 — Заре навстречу — Никифоров
25. 1959 — Всё начинается с дороги — знакомый Степана
26. 1959 — В нашем городе (кроткометражный) — Петя Баранов — главная роль
27. 1959 — Судьба человека — молодой солдат (нет в титрах)
28. 1960 — Конец старой Берёзовки — паренёк на собрании
29. 1960 — Ждите писем — Филипп Корнеевич Чижик, демобилизованный сержант
30. 1961 — Музыка Верди (к/м) — Чухов
31. 1961 — Мишка, Серёга и я — Василий Марасанов
32. 1961 — Мир входящему — солдат
33. 1961 — Любушка — Ванька
34. 1961 — Личное первенство — болельщик
35. 1961 — Друг мой, Колька! — отрядный пионервожатый из 23-й школы
36. 1961 — Две жизни — солдат
37. 1961 — Битва в пути — рабочий
38. 1962 — Ход конём — парень в кепке (нет в титрах)
39. 1962 — Суд — парень
40. 1962 — Капитаны голубой лагуны — боцман
41. 1963 — Человек, который сомневается — Андрюша, сосед
42. 1963 — Три часа дороги (к/м) — тракторист
43. 1963 — Пропало лето — Муравей, старший сержант милиции
44. 1963 — При исполнении служебных обязанностей — радист
45. 1963 — Непридуманная история — гость Левчуковых
46. 1963 — Возвращение Вероники — Петька Рябов
47. 1963 — Внимание! В городе волшебник!
48. 1964 — Председатель
49. 1964 — Отец солдата — Николай Назаров, солдат
50. 1964 — Зелёный огонёк
51. 1965 — Чистые пруды — шофёр
52. 1965 — Совесть
53. 1965 — Похождения зубного врача
54. 1965 — Гибель эскадры — Вася
55. 1965 — Андрей Болконский
56. 1965—1967 — Война и мир. Андрей Болконский. фильм 1, 1812 год. фильм 3, Пьер Безухов. фильм 4 — русский солдат
57. 1966 — Туннель — ординарец Верёвкина
58. 1966 — Скверный анекдот — маленький гость
59. 1966 — Нет и да
60. 1966 — Дикий мёд — Васьков, водитель
61. 1967 — Таинственный монах — Саня
62. 1967 — Письмо (короткометражный) — солдат
63. 1967 — Зареченские женихи (короткометражный) — шофёр
64. 1967 — Вий — бурсак
65. 1968 — Калиф-аист — царедворец
66. 1968 — Весёлая прогулка
67. 1969 — Почтовый роман — Дербышев
68. 1969 — Кура неукротимая — Петров
69. 1969 — Главный свидетель — Алёшка
70. 1970 — Чёртова дюжина — укравший меха
71. 1970 — Меж высоких хлебов — водитель-юморист
72. 1970 — В те дни — Петушок
73. 1971 — Джентльмены удачи — милиционер в детском саду
74. 1972 — Всадники — Шаширин, предатель
75. 1972 — Станционный смотритель — денщик Минского
76. 1972 — Горячий снег — шофёр Осина
77. 1973—1983 — Вечный зов. 13 серия — солдат
78. 1973 — Эта весёлая планета
79. 1973 — Старые стены
80. 1973 — Совсем пропащий — горбун
81. 1973 — Озорные частушки — Трофимов
82. 1973 — Сто шагов в облаках (к/м) — верхолаз
83. 1973 — Война и люди. Часть 3: Окончание — советский связист
84. 1974—1977 — Рождённая революцией. В ночь на 20-е. 7 серия — бандит Генка, подручный Кочеткова
85. 1974 — Фронт без флангов — партизан Сокирка
86. 1974 — Соколово — раненый солдат
87. 1974 — Рейс первый, рейс последний — шофёр
88. 1974 — Птицы над городом — браконьер
89. 1974 — Любовь земная — Семён
90. 1974 — Ищу мою судьбу — подьячий
91. 1974 — Если это не любовь, то что же?
92. 1975 — На ясный огонь — раненый красноармеец в санитарном поезде
93. 1975 — Когда дрожит земля
94. 1975 — Алмазы для Марии — Сеня
95. 1976 — Трын-трава — паромщик
96. 1976 — Развлечение для старичков — охранник
97. 1976 — Приключения Нуки — Вася, продавец на колхозном рынке
98. 1976 — Вы мне писали… — Иван Матвеевич, заведующий магазином
99. 1976 — 100 грамм для храбрости. По законам гостеприимства. История 2 — советчик Ружевского
100. 1976 — «SOS» над тайгой — Дударев
101. 1977 — Фронт за линией фронта — партизан Сокирка
102. 1977 — Схватка в пурге
103. 1977 — Возвращение сына — сосед
104. 1977 — Судьба — Семён, гармонист
105. 1978 — Отец Сергий — монах
106. 1978 — Кот в мешке — колхозный бухгалтер
107. 1978 — Близкая даль — Суриков
108. 1979 — Фрак для шалопая — старшина милиции
109. 1979 — Утренний обход — походник
110. 1979 — Сыщик — Василий Никанорович — старшина в тире
111. 1979 — Приключения маленького папы — преподаватель по труду
112. 1979 — Красный велосипед
113. 1979 — Гараж — «маленький» сотрудник
114. 1979 — Жил-был настройщик… — слесарь-интеллектуал
115. 1979 — Выстрел в спину — артельщик
116. 1979 — Вкус хлеба — Хлыстиков
117. 1980 — Чрезвычайные обстоятельства — мастер
118. 1980 — Корпус генерала Шубникова — солдат у костра
119. 1980 — Если бы я был начальником — Иван Алексеевич Малявкин, бригадир
120. 1980 — Гражданин Лёшка — пассажир самолёта
121. 1980 — Атланты и кариатиды — Микола, личный водитель Сосновского
122. 1981—1982 — Красные колокола. Фильм 2. Я видел рождение нового мира — солдат
123. 1981 — Фронт в тылу врага — партизан Сокирка
124. 1981 — Смотри в оба
125. 1981 — От зимы до зимы
126. 1981 — Надежда и опора
127. 1981 — Звездопад — караульный
128. 1981 — Великий самоед — охотник
129. 1981 — В последнюю очередь
130. 1982 — Покровские ворота
131. 1982 — Мать Мария — Анатолий
132. 1983 — Шёл четвёртый год войны — Егор Антонович Красильников
133. 1983 — Золотые рыбки — Валентин
134. 1983 — Впереди океан — Иван Иванович, член бригады
135. 1984—1986 — Михайло Ломоносов. 1 серия — рыбак
136. 1984 — Я за тебя отвечаю
137. 1984 — Особое подразделение
138. 1985 — Прощание славянки — отдыхающий
139. 1985 — Матвеева радость — писарь
140. 1985 — Иван Бабушкин — Клюшников
141. 1986 — Размах крыльев
142. 1986 — Покушение на ГОЭЛРО — сторож Лукич
143. 1986 — В распутицу
144. 1986 — Была не была — Гриша, бригадир на овощебазе
145. 1986 — Борис Годунов — мужик
146. 1986 — Аэропорт со служебного входа — водитель грейдера
147. 1987 — Прощай, шпана замоскворецкая… — Витя, сосед по квартире
148. 1987 — Причалы
149. 1987 — Отряд специального назначения — Василий Луковский, русский часовой у дома Ильгена
150. 1987 — Время летать — пилот
151. 1988 — Клад — член исполкома
152. 1988 — Бомж. Без определённого места жительства
153. 1989 — Транти-Ванти — милиционер
154. 1989 — Кому на Руси жить… — Кубышкин
155. 1989 — Из жизни Фёдора Кузькина — Корнеич
156. 1989 — Во бору брусника. Незамужняя жена. 1 серия — Борис Кузьмич, председатель
157. 1991 — Царь Иван Грозный / Князь Серебряный
158. 1991 — Пока гром не грянет — Коржнев
159. 1992 — Тишина — вахтёр института
160. 1992 — Гонгофер — Хохлов
161. 1993 — Танго на Дворцовой площади
162. 1993 — Стреляющие ангелы — официант
163. 1995 — Бульварный роман — эпизод
164. 1996 — Ермак — казак
165. 1996 — Возвращение «Броненосца» — Похотливый
166. 2007 — Дело было в Гавриловке. Семейное дело. 5 серия — певец